# Напреев, Борис Дмитриевич
Борис Дмитриевич Напреев (7 апреля 1938, деревня Клюкино, Смоленская область, РСФСР — 2 июля 2024, Петрозаводск, Республика Карелия, Россия) — карельский композитор, профессор Петрозаводской консерватории, музыковед, доктор искусствоведения и педагог.

## Биография
Борис Напреев родился в 1938 году в деревне Клюкино Смоленской области. Он самостоятельно учился играть на музыкальных инструментах, а позже отучился в Омском музыкальном училище по классу домры. В 1962 году окончил Читинское музыкальное училище как дирижер хора. Во время службы в армии Борис Напреев находился в военном оркестре.
В 1967 году окончил Новосибирскую консерваторию по классу композиции. В 1970 году Борис был принят в Союз композиторов России. С 1977 года работал в Петрозаводской государственной консерватории на кафедре музыки и композиции.
Напреев любил создавать музыку основанную на обычной народной жизни и природе, которая связана с простым человеком. Это связало его с Карелией. Он начал писать множество произведений об этом крае. Важным моментом в творческой работе стало знакомство с карельскими поэтами, из которых главным соавтором в создании произведений разных жанров стал Армас Мишин. В сотрудничестве с ним созданы «Поэма о железе» по мотивам карело-финского эпоса «Калевалы», «Портреты героев Калевалы», «Путешествие по городу». С 2004 года — профессор Петрозаводской консерватории.
За свой творческий путь Борис Напреев написал: 8 симфоний, множество сонат и единичный произведений, автор большого количества музыковедческих работ.
Умер 2 июля 2024 года, после тяжёлой болезни, в возрасте 86 лет.

## Награды
- Заслуженный деятель искусств Республики Карелия (1996).
- Почётный деятель Союза композиторов России (2021).
- Внесён в «Книгу почёта» Ансамбля Песни и пляски Забайкальского военного округа (1962).
- Знак «Отличник культурного шефства над Вооружёнными силами СССР» (1982).
- Лауреат премии «Сампо» (2003).